# Либерланд
Либерланд, званично Слободна Република Либерланд (чеш. Svobodná republika Liberland, енгл. Free Republic of Liberland), је микронација која истиче претензије на бившу речну аду познату као Горња Сига, а која се налази на западној обали Дунава, између Србије и Хрватске, чији је и предмет спора. Микронацију је прогласио, чешки либертаријански политичар Вит Једличка, 13. априла 2015. године док је на иницијалним изборима од првих троје становника, изабран као први председник тзв. Слободне Републике Либерланд.
Територија је предмет спора Хрватске и Србије, тренутно под контролом Хрватске. Власти Републике Хрватске, почетком маја 2015. године забраниле су приступ том подручју, а самозваног председника Једличку два пута полицијски притварали на мање од једног дана због активности које проводи на том подручју.

## Историја
Ова микронација своје уређење темељи на политичкој идеологији либертаријанизма. По Уставу Либерланда припадници политичких идеологија попут комунизма, фашизма, национал-социјализма, Исламске Државе, Ал Каиде и других нису пожељни у Либерланду.
Званичан сајт Либерланда износи тврдње да је „држава” створена у складу са међународним правом због актуелног територијалног спора Србије и Хрватске. Од рата у бившој Југославији неке граничне територије су биле спорне, попут Вуковарске и Шаренградске аде. Ипак, ни српска ни хрватска држава није сматрала да је подручје на коме је проглашен Либерланд (локално познато као Горња Сига) део њене територије.

## Проглашење
Заставу која се вијори у Горњој Сиги, поставио је Вит Једличка и неки од његових сарадника истог дана када је проглашена република. Застава се састоји од жуте позадине (симболизује либертаријанизам) и црне траке постављене кроз центар (симболизује анархију/устанак) и грбом у центру. Једличка је члан Чешке партије слободних грађана, која базира своје вредности на класичној либералној идеологији.
Једличка је изјавио да ни Србија, ни Хрватска нити било који други народ нису изразили претензије на ову територију као своју сопствену (Terra nullius). Самим тим, тврди он, његова земља не ремети ничији суверенитет. Једличка је у априлу 2015. године најавио да ће званична дипломатска белешка бити послата Хрватској и Србији, и касније свим другим државама, са формалним захтевом за међународно признање Либерланда.
Дана 18. децембра 2015. године, Једличка је одржао догађај на којем је представио прву привремену владу Либерланда и своје министре финансија, спољних послова, унутрашњих послова и правде, као и два потпредседника.

## Реакције
Правни експерти Србије и Хрватске тврде да по међународном закону, Једличка нема право на ову територију. Новинари који прате овај догађај, нису сигурни како да посматрају Једличкине тврдње. Поједини и даље цео догађај посматрају као шалу док други све више посматрају Једличкино деловање као озбиљну идеју.
У многим случајевима, реакције су негативне као на пример Горана Војковића у хрватском таблоиду index.hr. Међутим, све је веће међународно интересовање за Либерланд тако је председник Једличка, посетио и учествовао у бројним емисијама и скуповима. Крајем 2016. године посетио је Бразил, Сарајево, Москву, многе друге скупове где је пропагирао идеју либертаријанске државе.
У чланку магазина Чикашки журнал међународног права (Chicago Journal of International Law), Чикашки правни универзитет анализира случај Либерланда по критеријумима Конвенције из Монтевидеа и чињеници да ни Хрватска ни Србија не полажу право на ову територију. Према анализи из чланка, "Хрватско инсистирање да је Либерланд српска територија, може узроковати губитак хрватских легалних права над овом територијом". С друге стране, ако је територија на коју Либерланд полаже право заиста српска, српско одрицање од ове територије (по званичној изјави МИП РС Архивирано на веб-сајту  (6. септембар 2011)) трансформише права ове територије у "ничију земљу" (Terra Nullius). У оба случаја, територија припада првом ентитету - у овом случају Либерланду.
"Либерланд је интересантан случај јер, ни једна од страна које би могле да полажу право на ову територију, нису заинтересоване да то и учине. Ово ће вероватно остати на нивоу интересантног случаја са малим последицама на међународном нивоу. Остатак света ће користити уобичајене методе: насиље или дипломатију као главне алате у полагању права над неком територијом."
- Стратфор[18]

## Приступ
Хрватска је успоставила полицијске јединице како би спречила присталице Либерланда да допру до ове територије. Ово се сматра чудним решењем јер Хрватска не признаје овај простор као своју територију али је ипак разместила своје јединице ван своје територије.
У почетку, чешки новинари су могли да уђу у простор са Једличком. Тим новинара из српског јавног информативног сервиса Радио-телевизија Војводине покушао је да посети област ради снимања извештаја за вести. Они су известили да им је хрватска гранична полиција ускратила приступ без пружања било каквог јасног објашњења, и да је застава уклоњена.
Босанска група новинара из Дневног аваза који су покушали да посете област речено је од стране хрватске полиције да је Хрватска намеће казну од 2.500 куна за оне који улази у зону близу границе са колима. Они су позајмили бицикле од локалног становништва, али док су покушали да поново приђу подручју, наишли су на још једну патролу и нису могли да наставе поред граничног улаза.
У мају 2015. године, Вита Једличку и његовог преводиоца Свена Самбуњака на кратко је привела хрватска полиција након што су покушали прећи границу. Једличка је провео једну ноћ у притвору а потом је осуђен и наређено му је да плати казну за илегални прелазак хрватске границе али се жалио на пресуду. Он је тврдио да су најмање три грађана Либерланда унутар забрањене територије, који су дошли из Швајцарске. Он није гледао на хапшење као нешто негативно, већ као прилику за расправу о политици према Либерланду као и стицање увида у начин размишљања хрватске полиције и власти. Према Једлички, полицајци су били пријатељски расположени и радознали о пројекту.
Неколико дана после његовог притвора, шест других особа (из Чешке, Ирске, Немачке, Данске и САД), приведено је и кажњено. Уложена је жалба Амбасаде Данске у Загребу јер су притворени тврдили да су спречени да било кога контактирају током хапшења и притварања. Њихов циљ је био, да под покровитељством Швајцарске непрофитне организације "Удружење насељеника Либерланда", реше спорну област.
Према сајту Либерланда, Једличка и 10 других особа, поново је 16. маја 2015. године привела хрватска полиција. Једличка је пуштен након судског саслушања 17. маја 2015. Хрватска полиција је наставила притварање било кога ко ступи у област Либерланда. Дана 13. јуна, четири особе, које су успеле да се тамо искрцају, притворене су због илегалног преласка границе чамцем. Према информацијама организације "Liberland Settlement Corporation" чији су били чланови, пуштени су 14. јуна. Дана 18. јуна 2015. године, дански активиста Ulrik Grøssel Haagensen приступио је подручју малим чамцем али је праћен обалом од стране хрватске полиције. Хагенсен је покушао да тврди да има право приступа на територију, али је ухапшен и физички одвучен хрватске полиције. Инцидент је снимљен у видео формату. Једличка је навео да намерава да тужи Хрватску на суду због преласка међународне границе и напад на Либерланд.

## Остале активности
- У току је иницијатива да се организује фудбалски тим који представља Либерланд у Међународном фудбалу ван оквира Фифе. Павел Косик, тренер и организатор, наводи да је за циљ турнир у 2018, јер он не мисли да ће његов тим бити спреман на време за ConIFA Светско првенство у фудбалу у Абхазији 2016, делимично признатој држави чију територију присваја Грузија.
- Током октобра 2016. пуштена је Андроид апликација Liberland E-residency. Ова апликација омогућава е-резидентима приступ глобалном слободном тржишту. Комбинујући идеје сервиса UBER, Fiver, Airbnb и eBay, пружа могућност да на основу ГПС локације, корисници могу да понуде своје услуге, бесплатно, било где у свету. Уз интеграцију са Facebook, Linkedin и Bitcoin сервисом, омогућава тренутно пословање по Либерланд стандардима. Плаћањем добровољног пореза, корисници стичу "заслуге" (merits) које касније могу да промене за пуноправно држављанство Либерланда.
- У јануару 2017. члан хрватског Сабора Иван Пернар, прочитао је писмо Једличке упућено Сабору и хрватским грађанима.[21]
- У априлу 2017. године је прослављена је двогодишњица постојања Либерланда. На свечаности у мађарском граду Баја, присуствовали су бројни гости, а међу њима је био члан хрватског парламента Иван Пернар који подржава Либерланд и који је овом приликом одржао говор.[22]
- У јуну 2017. године, Једличка је посетио Израел и састао се са новинарима и присталицама.[23]

## Држављанство
Према званичном сајту, само комунисте, неонацисти и други екстремисти као и лица са кривичним делима, не испуњавају услове за држављанство. Према The Guardian-у (УК), Либерланд је примио 200.000 захтева за држављанство за једну недељу постојања. Почетком маја 2015, Либерланд издаје првих тридесет држављанстава. Овај догађај је требало да се одржи у Либерланду, али је хрватска гранична полиција зауставила групу на уласку у територију Либерланда са хрватске стране. Било је покушаја да се пређе река рибарским чамцима са српске стране, али је пропао зато што локални рибари нису имали дозволе за превоз људи. Осим тога, српска полиција је обавестила Једличку да ће сви који покушају илегални прелазак границе бити ухапшени. Импровизована Церемонија је одржана у Бачком Моноштору. Истовремено, Једличка је организовао планове за још један покушај, путовање из Чешке у Либерланд Дунавом (који представља међународни пловни пут).
Радна верзија предложеног устава је написана и ревидирана неколико пута. Главни аутор је Кацпер Зајац, уз допринос других волонтера. Устав се састоји од четири члана:. Закон о основним правима, законодавна власт, извршна власт, и судска власт.

## Службене изјаве о Либерланду
- Хрватска: Либерланд је споменут од стране Хрватског министарства спољних и европских послова, али је појаву Либерланда одбацио као шалу, без икаквих додатних коментара.[25][26]
- Србија: Министарство спољних послова Србије је изјавило: "У вези са информацијом, која се појавила у домаћим, страним медијима и на интернету, да је Чех Вит Једличка, десничарски европарлментарац, 13. априла 2015. године, основао „државу Либерланд“, Министарство спољних послова саопштава да је став Републике Србије у вези са државном границом, да се она протеже средином пловног пута на Дунаву, сходно законском разграничењу из 1945. године, и да „нова држава“ није формирана на територији Републике Србије."[27]
- Египат: Египатско Министарство спољних послова је упозорило своје држављане на могућност преваре под маском пројекта Либерланд, усмерене против људи који су у потрази за послом у иностранству. "Египћани треба да траже информације од Министарства спољних послова, а не на друштвеним медијима пре путовања за рад" поручују званичне власти Египта.[28]
- Чешка: Чешко Министарство спољних послова Чешка: Чешко Министарство спољних послова се оградило од активности господина Једличке, и навело да нема никакве везе са њим. Министарство је такође навело да је "господин Једличка, као и други чешки држављани који бораве на територији Хрватске или Србије, дужни су да се придржавају локалних закона. Чешка сматра активности господина Једличке неприкладним и потенцијално штетним[29].Такође, преко Амбасаде Чешке Републике у Загребу, упозорорено је да су "напори да се створи нека нова "држава" неутемељени у међународном праву" и да "на територији Хрватске, грађани Чешке Републике су као и остали странци, у обавези да се придржавају хрватског Закона, укључујући актуелни режим на граници хрватско-српских граничних прелаза. Прелазак хрватске границе (на пр. спољне границе Европске уније) ван одређених граничних прелаза, као што то чине путници у Либерланд, представља јасно кршење закона.[30]

## Званичне изјаве политичких странака
- Чешка: Дана 20. маја 2015. лидер партије слободних грађана Петр Мацх изразио је подршку покушају стварања државе засноване на идејама слободе, и написао да Странка слободних грађана жели да Чешка Република постане слична слободна земља.[31]
- Норвешка: Дана 9. маја 2015. године Капиталистичка партија , мањинска странка без представника у Влади, изјавила је подршку стварању Либерланда.[32]
- Шпанија: Дана 31. маја 2015. шпанска Либертаријанска странка изразила је подршку стварању Либерланда.[33]
- Швајцарска: UP! Schweiz (Unabhängigkeitspartei / Партија независности) издала је саопштење у прилог признавања слободној Републици Либерланд 16. априла 2015.[34]
- Турска: Дана 16. септембра 2015. године, турска Либерална демократска партија (ЛДП) изразила је подршку Либерланду.[35]
- Пољска Дана 24. јула 2016. године, 7 чланова пољског парламента, званично је затражило да Министар иностраних послова Witold Waszczykowski призна Слободну Републику Либерланд као нову независну европску државу.[36]

## Изјаве других микронацијских пројеката
Самопроглашена микронација Краљевина Северни Судан, која присваја подручје Бир Тавил на граници између Египта и Судана, је признала Либерланд
Силенд, самопрокламована нација створена на тврђави / острву из Другог светског рата "Maunsell Sea Fort", издала је саопштење у прилог оснивању Либерланда, 27. априла 2015.

## Представништва
Либерланд има представништва широм света. Њихове локације укључују Београд, Берлин, Истанбул, Камник, Пасиг и Праг, између осталог.

## Галерија
- Изабрани председник Либерланда
Вит Једличка.